# Orange Blossom
Orange Blossom ('azahar') es un grupo de Nantes, Francia, que combina sonidos del trip hop, el rock progresivo y la música electrónica con música árabe. Los orígenes diversos de sus cinco miembros dotan a su estilo musical de muchas influencias de otras músicas del mundo.

## Bio

### Inicios
Orange Blossom se conformó en 1993, por Pierre-Jean Chabot (violín y bajo), Jean-Christophe Waechter (alias Jay C., voz, guitarra y órgano) y Éric Le Brun (guitarra y órgano). Su nombre proviene de la pieza Orange Blossom Special (1961) del grupo sueco The Spotnicks. Grabaron casetes de audio, dieron conciertos y participaron en 1994 en el baptême rock de la MJC de Rezé. El grupo quedó formalizado en 1995 con la salida de Eric y la llegada de Carlos Robles Arenas, de origen mexicano (habiendo vivido en diferentes continentes antes de instalarse en Nantes), como percusionista en la batería y el yembé (también se encarga de los samples). Sus influencias, según el grupo mismo, son Joy Division, Transglobal Underground, Tricky, Minimal Compact y Tindersticks.

### Primer y segundo álbum
Tras dos casetes autoproducidos, lanzaron en mayo de 1997 su primer álbum homónimo en el sello Prikosnovénie, del cual vendieron 15.000 copias. A partir de entonces, el grupo recibió fuertes influencias especialmente de la música étnica y tradicional. Conocen y colaboran con varios artistas extranjeros, como el percusionista marfileño Fatoma Dembélé de la compañía Yelemba de Abiyán o el colectivo egipcio Ganoub, antes de emprender una gira por Egipto, Francia y Bélgica. El cantante Jay C., sin embargo, ya no se adhiere a estas influencias y se separa del grupo en 2000 para formar su propio grupo Prajna. 
En 2001, Mathias Vaguenez (percusionista) y Leïla Bounous (cantante argelino-bretona) se unieron a los otros dos músicos. La banda trabajó durante dos años en un nuevo álbum, Everything Must Change, que fue lanzado el 28 de febrero de 2005 en el sello Bonsaï Music. Este disco agrada especialmente a Robert Plant, cantante de Led Zeppelin, quien ofrece al grupo hacer la primera parte de la gira del grupo británico por unos quince conciertos. Nuevas disensiones en el grupo aparecen al final de la gira que sigue a la publicación del álbum, lo que finalmente lleva a la partida de Leïla Bounous.

### Tercer álbum
Desde el verano de 2012, el grupo está formado por Carlos Robles Arenas (batería), PJ Chabot (violín), la cantante egipcia Hend Ahmed (voz), Rasim Biyikli (teclado), Sylvain Corbard (bajo) y Fatoma Dembélé (percusiones). Juntos, afinan las composiciones (escritas por Hend Ahmed) para publicar en septiembre de 2014, en el sello Washi Washa, su tercer álbum en el vigésimo aniversario de su fundación, Under the Shade of Violets, que forma parte del linaje del opus anterior.

### Banda sonora deKabullywood
El grupo hizo la banda sonora del largometraje Kabullywood de Louis Meunier, que se mostró en el festival de Hamburgo de 2017, y luego se estrenó en Francia en 2019.

## Miembros
- Hend Ahmed (voz)
- Antoine Passed (guitarra)
- Carlos Robles Arenas (batería)
- Fatoma Dembelé (percusión)
- PJ Chabot (violín)

## Discografía

### Casetes
- Cassette audio de six titres (1994)
- Cassette audio de quatre titres (1996)

### Álbumes
- Orange Blossom (1997)
- Everything Must Change (2005)
- Under the Shade of Violets (2014)
- SPELLS FROM THE DRUNKEN SIRENS (2024)

Discografía de Orange Blossom en Discogs